# Falleres Majors de València

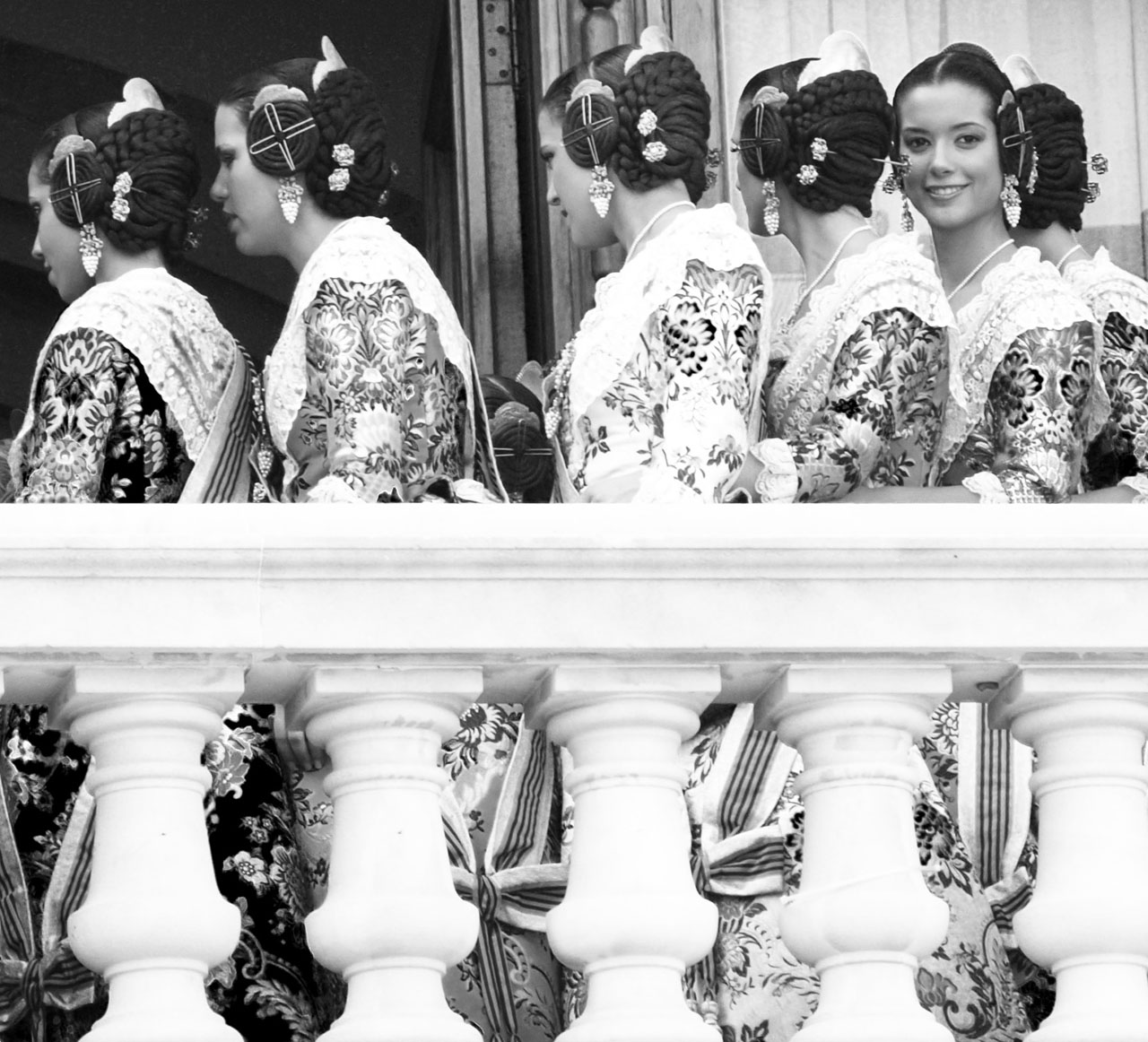
Falleres

La figura de la Fallera Major de València apareix exactament en l'any 1934 i surgix de l'apropament de dues tradicions. Una antiga que fa referència als Jocs Florals i a les regines d'aquests, i una altra més moderna vinculada als concursos de "misses" que es popularitzaren en els anys 20 i 30.

## Història del càrrec

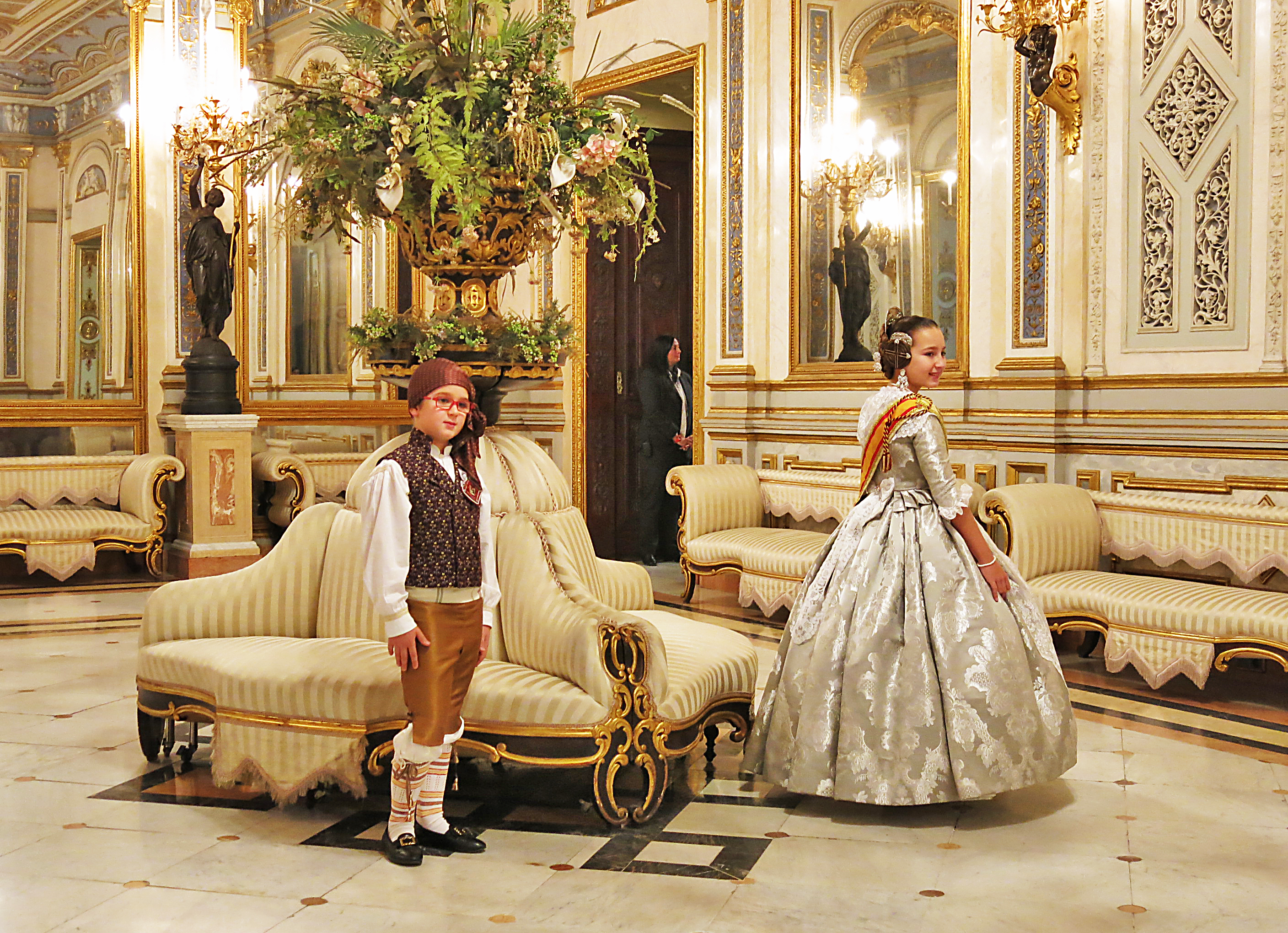
Fallers majors infantils l'any 2017.

El precedent d'aquesta figura és inicialment en l'any 1929 en què fou triada "Miss Espanya" la valenciana Pepita Samper, i ella fou l'encarregada d'una forma improvisada de la imatge femenina de la festa.
La primera valenciana que fou nominada Fallera Major de València fou Ángeles Algarra de la falla de la Plaça de Negrito. Però en l'any 1940 va ser nominada Fallera Major de València la filla del General Aranda, María Luïsa Aranda, i des de 1940 fins al 1979 s'obria una etapa en la qual les xiques que ocupaven el càrrec eren sovint filles o nebodes de destacats personatges pròxims al règim. El cas més sonat fou el de Carmen Martínez Bordiu Franco, coneguda com la nietísima, que fou Fallera Major Infantil de València l'any 1960. Estes senyoretes foren conegudes popularment com "les filles de Don..."
Però el càrrec de Fallera Major canviaria radicalment l'any 1980, quan arribà a l'elecció de la Fallera Major la democràcia. L'Ajuntament ja no s'encarrega de l'elecció i des d'aquest any fins avui, la Fallera Major és elegida per un jurat designat pels presidents de falla. Però la dona escollida abans de ser triada ha hagut de passar tres úniques i difícils proves: la preselecció que sol celebrar-se en estiu, l'elecció de cort que es fa a la tardor i finalment l'elecció de la Fallera Major d'entre les 13 senyoretes que formen la Cort d'Honor provisional. A l'elecció es presenten anualment una mitjana de 350 falleres a la primera fase (de les 380 falles censades a J.C.F) que en teoria haurien de ser les falleres que en l'any anterior han sigut Falleres Majors de cada falla (en la pràctica moltes comissions envien a una altra fallera que potser tinga més possibilitats), de les quals ixen les candidates finals per a formar la cort. I de les 13 escollides ix la Fallera Major de València. El mateix ocorre en el cas de l'elecció de la Fallera Major Infantil de València.

## Actes de les Falleres Majors
Des que són nomenades Fallera Major i Cort d'Honor estes xiques han de representar les falles de València en alguns actes amb institucions i cossos com els bombers, la policia o l'exèrcit, entre d'altres. També moltes entitats privades com ara Ford conviden les xiques i les xiquetes a visitar les instal·lacions. Cort d'Honor i Fallera Major són traslladades en cotxes oficials d'esta marca i són reconegudes per tothom al carrer.
La Fallera Major de València és a més l'encarregada de fer la Crida al poble valencià i a tot el món amb el crit de Ja estem en Falles!. En les festes falleres serà l'encarregada de repartir els estendards dels premis a les falles premiades i de tancar l'Ofrena a la Mare de Déu dels Desemparats. Serà ella també qui prenga la metxa que cremarà la Falla de la Plaça de l'Ajuntament de València i qui done l'ordre d'encendre les mascletades diàries durant el mes de Març a la mateixa plaça amb l'ordre de Senyor pirotècnic, pot començar la "mascletà".

## Històric de Falleres Majors

### Falleres Majors durant la República
- 1929 Pepita Samper
- 1931 Àngels Algarra Azura
- 1932 Consol Cariñena
- 1933 Elionor Aznar Carceller
- 1934 Amparito Albors
- 1935 Vicentita Montoro Grustau
- 1936 Filo Montoro

La Guerra Civil espanyola feu que entre els anys 1937 i 1939 no s'elegira Fallera Major de València.
| Nom                                                     | Any  |
| ------------------------------------------------------- | ---- |
| María Luisa Aranda Sala                                 | 1940 |
| María Luisa Aranda Sala                                 | 1941 |
| María Luisa Prats Dupuy de Lome                         | 1942 |
| Elvira Gómez Trenor                                     | 1943 |
| Carmen Asensio Ballester                                | 1944 |
| Amparo Garrigues Santonja                               | 1945 |
| Amparo Ibañez y Valero de Palma                         | 1946 |
| Amparo Casanova Casanova                                | 1947 |
| María Julia Martínez de Vallejo y Manglano              | 1948 |
| Margarita Casanova Civera                               | 1949 |
| María Victoria Noguera y Jiménez de Cisneros            | 1950 |
| Pilar Ibáñez-Martín Mellado                             | 1951 |
| Rosario Violante Ferrándiz Luna y Álvarez de Toledo     | 1952 |
| María del Consuelo Cánovas y Cobo del Prado             | 1953 |
| María Miguela Carpi Cañellas                            | 1954 |
| María Amparo Taulet Casanova                            | 1955 |
| Paquita Iborra Martínez                                 | 1956 |
| Sagrario Fernández de Córdova Planells                  | 1957 |
| María de la Encarnación Amorós Lluch                    | 1958 |
| María del Carmen Colomer Casanova                       | 1959 |
| María Isabel Colomer Boquet                             | 1960 |
| María Victoria Lamo de Espinosa y Michel de Champourcin | 1961 |
| Elisa Antolí-Candela y Cano                             | 1962 |
| María Antonia Moret Gómez                               | 1963 |
| María de los Desamparados de Rojas y Cárdenas           | 1964 |
| María José Cármena y Rodríguez de Manterola             | 1965 |
| María de los Llanos Borso di Carminati Martínez         | 1966 |
| María Dolores Palmero Salcedo                           | 1967 |
| María José Lleó García Ontiveros                        | 1968 |
| María Amparo Llobet González Mataix                     | 1969 |
| Elisa Lassala Bau                                       | 1970 |
| Lourdes Pascual Navarro                                 | 1971 |
| Sol Bacharach de Valera                                 | 1972 |
| Encarna Folgado Tárrega                                 | 1973 |
| María del Carmen Jarabo Calatayud                       | 1974 |
| Macarena Cañamás Gadea                                  | 1975 |
| Carmen Serratosa Caturla                                | 1976 |
| Teresa Martínez-Hueso Ferrer                            | 1977 |
| Angeles Vidal Lorente                                   | 1978 |
| Mariá Luz Fos Blanco                                    | 1979 |

| Nom                                 | Any  | Falla                                           |
| ----------------------------------- | ---- | ----------------------------------------------- |
| Carmen Dolz Adell                   | 1980 | Falla Ribera-Convent Santa Clara                |
| Amparo Marín Morales                | 1981 | Falla Plaça de la Verge de Lepant (Castellar)   |
| María José Esplugues Oliver         | 1982 | Falla Doctor Sanchis Bergón-Túria               |
| Begoña de la Concepción Martínez    | 1983 | Falla Plaça de Lope de Vega                     |
| María José Ariza Tró                | 1984 | Falla Castelló-Sogorb                           |
| Esther Silleras Descalzo            | 1985 | Falla Actor Mora-Avda. Constitució              |
| María José Herrero Martí            | 1986 | Falla Palleter-Erudit Orellana                  |
| Carmen Mollá Bau                    | 1987 | Falla Albacete-Marvà                            |
| Marta Querol Benech                 | 1988 | Falla Pizarro-Ciril Amorós                      |
| Covadonga Balaguer Malmierca        | 1989 | Falla Visitació-Oriola                          |
| María José Oliver Mompó             | 1990 | Falla General Pando-Serrano Flores              |
| Carla Múñoz Antolí-Candela          | 1991 | Falla Comte de Salvatierra-Ciril Amorós         |
| Mónica Palmer Cuenca                | 1992 | Falla Conserva-Berenguer Mallol                 |
| Remedios Rodrigo Carbonero          | 1993 | Falla Duc de Gaeta-Pobla de Farnals             |
| Laura Segura Hervás                 | 1994 | Falla Convent de Jerusalem-Matemàtic Marçal     |
| Raquel Giner Ortíz                  | 1995 | Falla Doctor Olóriz-Bisbe Fabián y Fuero        |
| Elena Muñoz Carpi                   | 1996 | Falla Ribera-Convent de Santa Clara             |
| Sandra Climent Jordá                | 1997 | Falla Poeta Alberola-Totana                     |
| Susana Remohí Andrés                | 1998 | Falla Plaça del Negret                          |
| Sandra Bonet Martínez               | 1999 | Falla Menéndez Pelaio-Avda. Catalunya           |
| Lola Flor Bustos                    | 2000 | Falla Comte de Salvatierra-Ciril Amorós         |
| Adriana Polo Escrich                | 2001 | Falla Rep. Argentina-Dr. Pallarés Iranzo        |
| Sara Martín Marín                   | 2002 | Falla Xiva-Francisco de Llano                   |
| Vanessa Lerma Navarro               | 2003 | Falla Sueca-Literat Azorín                      |
| Noelia Soria Mompó                  | 2004 | Falla Félix Pizcueta-Ciril Amorós               |
| Carmina Gueguel Massmanian Estellés | 2005 | Falla Reina-Pau-Sant Vicent                     |
| Lucía Gil Raga                      | 2006 | Falla Císcar-Borriana                           |
| Marta Reglero Mangada               | 2007 | Falla Pare Domènech-Pius XII                    |
| Gloria Martínez Amigó               | 2008 | Falla Blanqueries                               |
| Marta Agustín Ferrando              | 2009 | Falla Avinguda de l'Oest                        |
| Piti (Mª Pilar) Giménez Santamarina | 2010 | Falla Plaça Santa Creu                          |
| Laura Caballero Molina              | 2011 | Falla Carrera Malilla-Enginyer Joaquim Benlloch |
| Sandra Muñoz Pérez                  | 2012 | Falla Carcaixent-Compromís de Casp              |
| Begoña Jiménez Tarazona             | 2013 | Falla Isabel la Catòlica-Ciril Amorós           |
| Carmen Sancho de Rosa               | 2014 | Falla Plaça del Mercat Central                  |
| Estefania López Montesinos          | 2015 | Falla Carrera Malilla-Illa Cabrera              |
| Alicia Moreno Morales               | 2016 | Falla Dr. Alvaro López-Sant Joan de Déu         |

| Nom                                    | Any  |
| -------------------------------------- | ---- |
| Teresa del Sacramento Agramunt Lillo   | 1941 |
| María Dolores Liceras Carbonell        | 1942 |
| María Carmen Barrera Risueño           | 1943 |
| Teresa Trénor Trénor                   | 1944 |
| Ángela Manglano de la Lastra           | 1945 |
| Ada Sancho Rodríguez-Fornos            | 1946 |
| Sagrario Fernández de Córdoba Planells | 1947 |
| María Luisa Manglano de Más            | 1948 |
| Victoria Laporta Osante                | 1949 |
| Victoria de Córdoba y Sánchez de León  | 1950 |
| María Encarnación Selva Adrién         | 1951 |
| Luisa Sancho Merle                     | 1952 |
| María Pilar Rull Gómez-Ferrer          | 1953 |
| Amalia Guillem Martí                   | 1954 |
| María Eugenia Escrivá Pérez            | 1955 |
| Elisa Lassala Bau                      | 1956 |
| Mercedes Iturriaga Trénor              | 1957 |
| Pilar Sánchez de León Rodríguez-Roda   | 1958 |
| Amparo Pons Romaní                     | 1959 |
| Carmen Martínez Bordiu Franco          | 1960 |
| Lolita Alfonso Sánchez                 | 1961 |
| Virginia B. Murillo Benedicto          | 1962 |
| Carmen Fernández-Ordas y Abarca        | 1963 |
| Beatriz Gascó Aznar                    | 1964 |
| Amparo González Lliberós Casanova      | 1965 |
| Carmen Ferri López-Bonilla             | 1966 |
| Beatriz Silva de Laporta               | 1967 |
| Carmen Serratosa Cartula               | 1968 |
| Silvia Ferrero Cisneros                | 1969 |
| Cristina Peris Domingo                 | 1970 |
| Ángeles Iborra Juan                    | 1971 |
| Elena Monreal Alfageme                 | 1972 |
| Maria Amparo Trenor Garcia             | 1973 |
| Beatriz Giménez Vila                   | 1974 |
| Concha Lluch Sánchez-García            | 1975 |
| Mónica Mariner Tamarit                 | 1976 |
| Sonsoles Suárez Illana                 | 1977 |
| Amparo Cervera Taulet                  | 1978 |
| Encarna Díaz Fort                      | 1979 |

| Nom                          | Any  | Falla                                                            |
| ---------------------------- | ---- | ---------------------------------------------------------------- |
| Laura Carsi Vaello           | 1980 | Falla Sueca-Literat Azorín                                       |
| Raquel María Castañeda Orón  | 1981 | Falla Joaquim Costa-Borriana                                     |
| Monica Palmer Cuenca         | 1982 | Falla Conserva-Berenguer Mallol                                  |
| Maria Elena Giménez Miralles | 1983 | Falla Menéndez Pelayo- Avda. Catalunya                           |
| Maria Amparo Martín Moret    | 1984 | Falla Doctor Sanchis Bergón-Túria                                |
| Maria José Calvete Ferrer    | 1985 | Falla Espartero-Ramón y Cajal                                    |
| Patricia Sanz Sala           | 1986 | Falla Sevilla-Dénia                                              |
| Celia Lopera Merino          | 1987 | Falla Sant Josep de la Muntanya-Terol                            |
| Sandra Leiva Herrero         | 1988 | Falla Sant Pere-Verge de la Vallivana                            |
| Maria Montoro Blasco         | 1989 | Falla Alfons el Magnànim-Nau-Bonaire                             |
| Belén Medina Martín          | 1990 | Falla Plaça de la Mercè                                          |
| Elena Corbellas Solanas      | 1991 | Falla Jacinto Labaila-Manuel Simó                                |
| Carmen Serrano Bononat       | 1992 | Falla Alemanya-Batxiller                                         |
| Maria Asensi Lopez           | 1993 | Falla Avda. Giorgieta-Roís de Corella                            |
| Lorena Cervera Peris         | 1994 | Falla Trinitat-Alboraia                                          |
| Ana Belén Ferrer Chardí      | 1995 | Falla Plaça de la Sequiota (El Palmar)                           |
| Lucia Andrés Zarapico        | 1996 | Falla Antic Regne-Duc de Calàbria                                |
| Natalia Bisbal Suay          | 1997 | Falla Cervantes-Pare Jofré                                       |
| Ruth Galán García            | 1998 | Falla Lo Rat Penat                                               |
| Amparo Morosoli Candela      | 1999 | Falla Sueca-Literat Azorín                                       |
| Paloma Redondo Valero        | 2000 | Falla Pelaio-Matemàtic Marçal                                    |
| Elena Nebot Collado          | 2001 | Falla Avda. Burjassot-Pare Carbonell                             |
| Alba Cervera Peris           | 2002 | Falla Trinitat-Alboraia                                          |
| Nela Ayora Cortés            | 2003 | Falla Prolongació Albereda-Avda. de França                       |
| Laura María Ortega Cano      | 2004 | Falla Almirall Cadarso-Comte d'Altea                             |
| Cristina Sánchez Beltrán     | 2005 | Falla Poeta Asins-Alegret-Puçol                                  |
| Nuria Llopis Borrego         | 2006 | Falla Na Jordana                                                 |
| Inmaculada Escudero Asensi   | 2007 | Falla Serrans-Plaça dels Furs                                    |
| Victoria Blazquez Cercós     | 2008 | Falla Pizarro-Ciril Amorós                                       |
| María Berbel Fernández       | 2009 | Falla Pediatra Jorge Comín-Serra Calderona (Nou Campanar)        |
| Ariadna Galán García         | 2010 | Falla Carrera de Malilla-Illa Cabrera                            |
| Carmen Monzonís Valero       | 2011 | Falla Prolongació Albereda-Avda. de França                       |
| Rocío Pascual Candel         | 2012 | Falla Santa Genoveva Torres-Arquitecte Tolsà (La Nova d'Orriols) |
| Carla González Hortelano     | 2013 | Falla Guardacostas-Músic Jarque Cualladó                         |
| Claudia Villodre Gómez       | 2014 | Falla Regne de València-Sant Valer                               |
| María Donderis Sanchis       | 2015 | Falla Quart Extramurs-Velázquez                                  |
| Sofía Soler Casas            | 2016 | Falla General Asensio-Marqués de Solferit                        |